# یال اسبی (سرده)
یال اسبی (نام علمی: Zannichellia) نام یک سرده از تیره گوشابیان است. این جنس در ایران یک گونهٔ آبزی یا ساقه‌های بسیار نازک دارد که معمولاً در استخرهای با آب راکد یا بستر جویبارها و چشمه‌ها می‌روید.

## گونه‌ها
- یال اسبی Zannichellia palustris
- Zannichellia andina
- Zannichellia aschersoniana
- Zannichellia contorta
- Zannichellia major
- Zannichellia obtusifolia
- Zannichellia peltata